# Seth Troxler
Pour les articles homonymes, voir Troxler.
Seth Troxler, né en 1986 à Kalamazoo (Michigan), est un compositeur et disc jockey de musique électronique américain. Il est élu « meilleur DJ 2013 » par le magazine Mixmag, succédant ainsi à Solomun.

## Biographie
Seth Troxler est né à Kalamazoo dans le Michigan. Là, c'est vers sept ou huit ans qu'il commence à écouter de la house. À treize ans, il déménage à Détroit. En 2012, Resident Advisor le place en première position de son classement annuel des meilleurs DJ.

## Discographie

### EP's
- 2006: Love Bezerker [Berettamusic Grey]
- 2007: Rave Loot [Esperanza]
- 2007: Aggression [Moodgadget]
- 2008: Hot / I Like You Too [Raum… musik]
- 2008: Love Never Sleeps [Crosstown Rebels]
- 2008: Sexplosion EP [Wagon Repair]
- 2009: Panic, Stop, Repeat [Spectral Sound]
- 2009: Aphrika EP [Wolf & Lamb]
- 2015: Evangelion [Rumors]
- 2015: Just Back [Tuskegee]

### Collaborations
- 2008: Patrick Russell & Seth Troxler – Valt Trax [Circus Company]
- 2009: The Royal We – Party Guilt [Crosstown Rebels]
- 2009: Tiefschwarz ft. Seth Troxler – Trust [Souvenir]
- 2009: Tiefschwarz ft. Seth Troxler – Trust (Remixes) [Souvenir]
- 2009 : Total Genocide
- 2010: Deetron ft. Seth Troxler – Each Step [Circus Company]
- 2010: Art Department ft. Seth Troxler – Vampire Nightclub [Crosstown Rebels]
- 2013: Subb-an ft. Seth Troxler – Time [Visionquest]
- 2014: Space & Time - Seth Troxler, The Martinez Brothers [Tuskegee]
- 2015: Seth Troxler & Phil Moffa - Rogue Music [Hypercolour]
- 2015: Seth Troxler & Tom Trago Present T & T Music Factory - De Natte Cel

### Mix
- 2009: RA.156 [Resident Advisor]
- 2010: BoogyBytes Vol. 5 [BPitch Control]
- 2010: Jamie Jones vs. Seth Troxler [Mixmag]
- 2011: The Lab 03 [NRK]
- 2014: The Illusion Nouveau (Live Mix) [Mixmag]
- 2015: DJ-Kicks [Studio !K7]

### Remix
- 2007: Stefan Tretau – Chittagong [Leftout]
- 2007: Sweet n’ Candy – Dirty Gotches (Visionquest Remix) [Dumb-Unit]
- 2007: Ben Parries – Breakfast With Thorialanus [Loopzilla]
- 2007: Butane – How Low Can You Go (Visionquest Remix) [Dumb-Unit]
- 2008: Nicolas Jaar – The Student [Wolf + Lamb]
- 2009: Mirco Violi & Fabio Giannelli – Blues Brunch [Adult Only]
- 2009: Cesar Merveille – Crapette [Safari Electronique]
- 2009: Jimmy Edgar – Funktion [Items & Things]
- 2009: Fever Ray – Seven [Rabid Records]
- 2009: Kiki – Good Voodoo (Visionquest Remix) [BPitch Control]
- 2010: dOP & Seuil – Prositute (Visionquest Remix) [Eklo]
- 2010: Tracey Thorn – Swimming (Visionquest Remix) [Strange Feeling]
- 2010: Paul Ritch & D’Julz – RUN (Visionquest Remix) [Quartz Music]
- 2011: Azari & III – Into The Night (Troxler, Masemenos & Jaw) [Scion]
- 2011: Benoit & Sergio – Boy Trouble (Visionquest Remix) [DFA]
- 2011: WhoMadeWho – Every Minute Along (Tale Of Us & Seth Troxler Edit) [Life and Death]
- 2011: Dinky – Acid In My Fridge (Visionquest Remix) [Cocoon]
- 2012: David Lynch – Pinky’s Dream (Visionquest Remix) [Sunday Best]
- 2012: Matthew Dear – Fighting is Futile [Spectral]
- 2013: Blood Orange – Champagne Coast (Seth Troxler & Subb-an Remix)
- 2014: Hercules & Love Affair - I Try To Talk You (Seth Troxler Extended NYC Mix)
- 2014: Douglas Greed ft. Mooryc - Driven (Seth Troxler Remix)
- 2015: !!! - I Feel So Free (Troxler X Moffa Lost Souls Of Saturn Remix)
- 2016: Kate Simko & London Electronic Orchestra - Tilted (Seth Troxler & Phil Moffa Remix)